# Municipio de West Holman
El municipio de West Holman (en inglés: West Holman Township) es un municipio ubicado en el condado de Osceola en el estado estadounidense de Iowa. En el año 2010 tenía una población de 2106 habitantes y una densidad poblacional de 22,64 personas por km².

## Geografía
El municipio de West Holman se encuentra ubicado en las coordenadas 43°23′21″N 95°48′4″O / 43.38917, -95.80111. Según la Oficina del Censo de los Estados Unidos, el municipio tiene una superficie total de 93.01 km², de la cual 93,01 km² corresponden a tierra firme y (0 %) 0 km² es agua.

## Demografía
Según el censo de 2010, había 2106 personas residiendo en el municipio de West Holman. La densidad de población era de 22,64 hab./km². De los 2106 habitantes, el municipio de West Holman estaba compuesto por el 91,55 % blancos, el 0,28 % eran afroamericanos, el 0,24 % eran amerindios, el 0,52 % eran asiáticos, el 6,55 % eran de otras razas y el 0,85 % eran de una mezcla de razas. Del total de la población el 12,73 % eran hispanos o latinos de cualquier raza.